# Калинов (Божковское сельское поселение)
Калинов — хутор в Красносулинском районе Ростовской области.
Входит в состав Божковского сельского поселения.

## География
На хуторе имеется одна улица: Степная.

## Население
| 2010 |
| ---- |
| 0    |